# Клизни лежај
Клизни лежаји су лежаји код којих релативно кретање делова уз истовремено преношење оптерећења остварује се посредством клизања. 

## Подела
Основна подела клизних лежаја је на радијалне, који преносе попречне силе, и аксијалне, који преносе подужне силе. Постоји и конструкциона варијанта радијалног и аксијалног клизног лежаја, такозвани аксијално-радијални клизни лежај, којим се изводи аксијално фиксирани ослонац вратила и на тај начин добија компактна конструкција.
- Према начину извођења улежиштења клизни лежаји могу бити фиксирани, који преносе и аксијалне и радијалне силе, и слободни, који преносе само радијалне силе и дозвољавају извесна померања у аксијалном правцу.
- Према начину стварања притиска у слоју уља између клизних површина деле се на хидродинамичке и хидростатичке.
- Према способности прилагођавања деформацијама вратила у ослонцима могу бити крути (неподесиви) и зглобни (подесиви).
- Према стању додирних површина деле се на лежаје са течним и лежаје са полутечним или сувим (мешовитим) трењем.

## Конструкција
Најважнији део клизног лежаја је клизни пар. Код радијалних лежаја клизни пар чине рукавац вратила и лежишна чаура (постељица). Код аксијалних лежаја клизни пар чине покретни прстен везан за вратило и непокретни прстен везан за кућиште. Основне димензије радијалног клизног лежаја су пречник рукавца d, унутрашњи пречник постељице D и дужина постељице лежаја B. Код аксијалног клизног лежаја основне димензије су спољашњи dа и унутрашњи  пречник клизних прстенова. И у једном и у другом случају у клизном пару постоји носећи слој мазива (уљни филм) који се означава са . 

## Предности и недостаци
Због низа предности које имају котрљајни лежаји су у знатној мери потисли из примене клизне лежаје. Међутим, истраживања извршена последњих година довела су до значајног усавршавања клизних лежаја. 
Основна предност клизних лежаја огледа се у њиховој носивости односно радном веку. Ако се код клизног лежаја обезбеде услови хидродинамичког пливања, онда он има скоро неограничени радни век. Ово је нарочито битно код рада са високом учестаношћу обртања, где котрљајни лежаји због ограничене носивости и ограниченог радног века не могу да се примене. Са друге стране тенденција развоја савремених машина огледа се у сталном побољшању њихових перформанси.
Због велике површине клизања по којој се додирују рукавац и постељица лежаја, а које су раздвојене уљем, клизни лежаји имају могућност пригушења буке и вибрација, односно могу да приме знатна ударна оптерећења у току рада.
Клизни лежаји могу бити израђени као једноделни и дводелни, док су стандардни котрљајни једноделни. То им омогућује примену у случајевима где лежаји због монтаже морају да се раде из два дела, као на пример код коленастих вратила.
Разлика у цени израде између појединачне и серијске производње је далеко мања код клизних него код котрљајних лежаја. Котрљајни лежаји су конкурентни са ценом у односу на клизне само у случају серијске и масовне прозводње. За рукавце пречника испод 10 mm и изнад 300 mm котрљајни лежаји израђују се само изузетно, па је у том случају далеко рационалнија уградња клизних лежаја.
Предност клизних лежаја у односу на котрљајне очигледна је у погледу компактности конструкције. За исту носивост димензије клизних лежаја су доста мање у односу на котрљајне. То се нарочито односи на радијални правац, односно код улежиштења вратила која се налазе непосредно једно уз друго.